# Louise Bager Due
Louise Bager Due (Dronninglund, 23 april 1982 als Louise Bager Nørgaard) is een voormalig handbalspeelster uit Denemarken. Ze speelde onder meer voor Viborg HK. Bager Due won de gouden medaille met het Deense team op de Olympische Spelen in 2004 in Athene. Eveneens won ze twee keer de Champions League, in 2006 en 2009, en een keer de EHF Cup.